# Klaus Kraßmann
Klaus Kraßmann (* 22. Mai 1936 in Schönebeck (Elbe)) ist ein ehemaliger deutscher Politiker und Funktionär der DDR-Blockpartei National-Demokratische Partei Deutschlands (NDPD). 
Kraßmann ist der Sohn eines Arbeiters. Nach dem Schulbesuch wurde er Elektroinstallateur, Bauschlosser und  Maschinenbauingenieur und wurde Vorsitzender der PGH „Stablbas“ in Staßfurt. Er trat der NDPD bei. Bei den Wahlen zur Volkskammer war Kraßmann Kandidat der Nationalen Front der DDR. Von 1967 bis 1971 war er Mitglied der NDPD-Fraktion in der Volkskammer der DDR.